# Enswida
Enswida, Eanswith (ur. 630, zm. 650) - córka Eadbalda, króla Kentu, i jego żony Emmy z rodu Merowingów. Długo odmawiała wyjścia za mąż. Ostatecznie Eadbald zgodził się ufundować dla córki klasztor. Enswida została pierwszą ksienią w klasztorze koło Folkestone.
Wspomnienie Enswidy obchodzi się 12 września.